# シブレ山トンネル

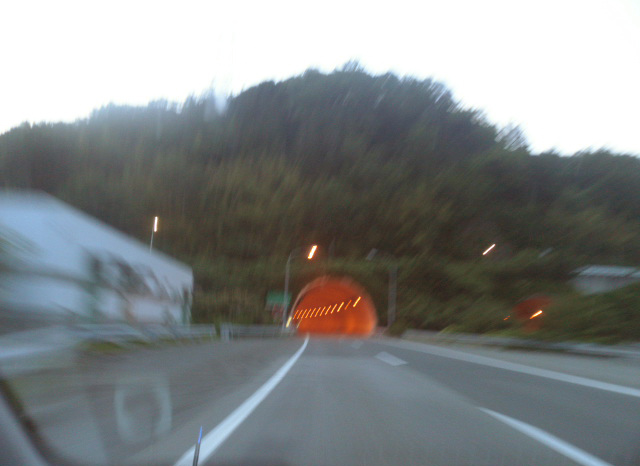
シブレ山トンネル（上り線）

シブレ山トンネル（しぶれやまトンネル）は、兵庫県神戸市北区と同市西区を結ぶ山陽自動車道木見支線にあるトンネル。トンネルの名前は付近にあるシブレ山に由来する。

## 概要
- 上り線（大阪・岡山方面）長さ：2,513 m
- 下り線（神戸・徳島方面）長さ：2,499 m

※トンネル距離数はトンネル入口手前に設置された標識の記載によるもの。

## 歴史
- 1998年4月5日：三木JCT - 神戸西IC間開通と共に供用開始。

## 追記事項
- トンネル内部はカーブが存在するが、速度制限は100km/hで追い抜き可能である。
- 上り線（大阪・岡山方面）は、このトンネルからしばらく丹生山トンネル、三津田トンネル、戸田トンネルとしばらくトンネルが続き、トンネルを抜けると三木ジャンクションで山陽自動車道本線と接続する。

## 周辺施設
- つくはら湖
- シブレ山